# Ligue de diamant 2011 - saut à la perche féminin
Le concours du saut à la perche féminin de la Ligue de diamant 2011 se déroule du 15 mai au 8 septembre 2011. La compétition fait successivement étape à Shanghai, Eugene, Oslo, Birmingham, Stockholm et Londres, la finale ayant lieu à Zurich peu après les Championnats du monde de Daegu.

## Calendrier
| Date             | Meeting                     | Ville      | Pays        |
| ---------------- | --------------------------- | ---------- | ----------- |
| 15 mai 2011      | Golden Grand Prix           | Shanghai   | Chine       |
| 4 juin 2011      | Prefontaine Classic         | Eugene     | États-Unis  |
| 9 juin 2011      | Bislett Games               | Oslo       | Norvège     |
| 10 juillet 2011  | Aviva Birmingham Grand Prix | Birmingham | Royaume-Uni |
| 29 juillet 2011  | DN Galan                    | Stockholm  | Suède       |
| 5-6 aout 2011    | London Grand Prix           | Londres    | Royaume-Uni |
| 8 septembre 2011 | Weltklasse                  | Zurich     | Suisse      |

## Résultats
| Date | Meeting    | 1er                           | 1er   | 2e                                | 2e    | 3e                                      | 3e    |
| --- | ---------- | ----------------------------- | ----- | --------------------------------- | ----- | --------------------------------------- | ----- |
| 15 mai 2011 | Shanghai   | Silke Spiegelburg 4,55 m (SB) | 4 pts | Carolin Hingst 4,50 m (SB)        | 2 pts | Mary Saxer 4,50 m (PB)                  | 1 pt  |
| 4 juin 2011 | Eugene     | Anna Rogowska 4,68 m          | 4 pts | Svetlana Feofanova 4,58 m         | 2 pts | Fabiana Murer 4,48 m                    | 1 pt  |
| 9 juin 2011 | Oslo       | Fabiana Murer 4,60 m          | 4 pts | Aleksandra Kiryashova 4,50 m (SB) | 2 pts | Anna Rogowska 4,40 m                    | 1 pt  |
| 10 juillet 2011 | Birmingham | Silke Spiegelburg 4,66 m      | 4 pts | Holly Bleasdale 4,61 m            | 2 pts | Svetlana Feofanova Fabiana Murer 4,46 m | 1 pt  |
| 29 juillet 2011 | Stockholm  | Yelena Isinbayeva 4,76 m (SB) | 4 pts | Silke Spiegelburg 4,70 m          | 2 pts | Jennifer Suhr 4,64 m (SB)               | 1 pt  |
| 5-6 aout 2011 | Londres    | Jennifer Suhr 4,79 m          | 4 pts | Fabiana Murer 4,71 m (SB)         | 2 pts | Svetlana Feofanova 4,71 m (SB)          | 1 pt  |
| 8 septembre 2011 | Zurich     | Jennifer Suhr 4,72 m          | 8 pts | Silke Spiegelburg 4,72 m          | 4 pts | Yelena Isinbayeva Fabiana Murer 4,62 m  | 2 pts |
| Records et Performances - AR : Record continental (area record) - CR : Record des championnats (championship record) - MR : Record du meeting (meet record) - NR : Record national (national record) - OR : Record olympique (olympic record) - PR : Record paralympique (paralympic record) - PB : Record personnel (personal best) - SB : Meilleure performance personnelle de la saison (season's best) - WL : Meilleure performance mondiale de l'année (world leader) - WJR : Record du monde junior (world junior record) - WR : Record du monde (world record) Circonstances et Conditions - DNF : N'a pas terminé (did not finish) - DNS : N'a pas pris le départ (did not start) - DQ : Disqualification (disqualification) - NM : Aucun essai valable enregistré (No Mark) - Q : Qualifié « directement » au prochain tour (ou à la prochaine compétition), lors d'une compétition majeure, grâce au classement ou à la réalisation des minima (automatic qualifier) - q : Qualifié au prochain tour (ou à la prochaine compétition), lors d'une compétition majeure, grâce au repêchage ou à la réalisation de l'une des meilleures performances parmi celles des « non qualifiés directement » (grâce au meilleur temps ou à la meilleure distance par exemple) (secondary qualifier) |            |                               |       |                                   |       |                                         |       |

## Classement général
- Classement final[1] :

| Rang | Athlète            | Points |
| ---- | ------------------ | ------ |
| 1    | Silke Spiegelburg  | 14     |
| 2    | Jennifer Suhr      | 13     |
| 3    | Fabiana Murer      | 10     |
| 4    | Yelena Isinbayeva  | 6      |
| 5    | Anna Rogowska      | 5      |
| 6    | Svetlana Feofanova | 4      |